# Dr.猫柳田の科学的青春
『Dr.猫柳田の科学的青春』（どくたーねこやなぎたのかがくてきせいしゅん）は、幻冬舎『コミックバーズ』に2001年3月号〜2004年7月号まで連載された、原作・柳田理科雄、作画・筆吉純一郎による『空想科学大戦!』の番外編として描かれた漫画作品。昭和30年代前半(1950年代後半)の東京の町を舞台に、若き日の猫柳田博士がさまざまな発明で人々の願いをかなえようとする。単行本は全5巻。

## 概要
すべての話が、ネッケツ家及び当時は大学院生だった猫柳田博士（猫柳田 愛吉）とその周囲の人々を中心にしたストーリーとなっており、関連作品である『空想科学大戦!』に登場するキャラクター（アサハカ、モドキング、パッチーなど直接的な因縁を持つ者から、3巻でモトキングが占拠したトラディショナル重工業の前身が非常に間接的な形で登場した）の過去の姿も登場することがある。

## 登場人物
猫柳田 愛吉（ねこやなぎだ あいきち）
主人公。24歳。東京科学大学大学院理学研究系2年生。科学をこよなく愛し、優れた科学知識と技術を持ってはいるものの、それ以外の社会的な常識や心理的なこと（特に女心）には疎く、周囲の理解を超える言動も多い。しかし、決して情が薄い訳ではなく、同郷の幼馴染や幸薄い努力家のために知恵を絞り苦労を厭わず行動し、科学の発展の陰でやむなく消えて行くものに思いを馳せるなど人情家の面もある。ただ、若さゆえか周囲を顧みず、人より科学を重視した主張や諺などを言葉通りに解釈するなど真っ直ぐさで、配慮の足りなさが後年（空想科学大戦）の彼と比べて大きな相違点である。口癖（キメ台詞）は「科学の勝利だ!」。
愛する科学の名誉のため、主に居候先であるネッケツ家の娘ミチルの「科学って無能!」の言葉に刺激されて周囲から持ちかけられた相談を科学の応用によって解決しようとするが、科学的効率を重視するばかりに暴走したり、実験などによる検証が不足したまま実用しなければならないケースが多いため、結果として失敗することも珍しくない。住居はネッケツ家の物置で、いつでも実験や研究ができるよう、愛用のリヤカーに実験機材を積んで移動をしている。
細身で色白、夏の強い日差しに弱いなど典型的なインドア派に思えるが、ススムの運転するスバル360をリヤカーを引いて走って追い抜いたり、数日の徹夜にもまったく動じないなど、意外に体力派の要素も備えている。
食べ物の味にうるさいような描写はないが舌は肥えているようで、ネッケツ家の父が作ったラーメンや自転車売りのおでんなどを食べたときには、いずれも味については申し分ないと言う旨の感想を漏らした。
趣味は栗のイガの研究で、数十年後の空想科学大戦の世界でも研究を続けているが、研究に没頭するあまり目にイガを突き刺してしまうことがままあり、ミチルには失明を心配されている（なお、未来の猫柳田博士がアイパッチをしていることから考えて、懸念通りその後右目に致命的な傷を負ったらしい）。それ以外にも様々な研究をしている様子ではあるが、どれも実態が良く分からないものばかり。
ミチルの婚約者であるススムとは互いを『居候』『腰弁野郎』と呼び、ミチルやネッケツ家の人々の願いを各々の得意分野で叶えようとしたり、同じ写真愛好倶楽部でその技術を争うなど何かと張り合う間柄であるが、互いを認めていると思われる部分もあり、単に仲が悪いと言うわけではないようだ。

### ネッケツ家
表札には「根付津」と書かれている。
ミチル
ネッケツ家の長女。20歳。常識人ではあるが、婚約者（ススム）がいるのに弁当を忘れた猫柳田のために大学まで弁当を届けに行ったり、困ったときには科学の力で何とかしろと彼を頼ってみたりとなかなか浮気な面がある。学生時代にはシオドキという想い人がいたが、親友でありライバルでもあるハナエにあの手この手の嫌がらせをされた結果、手を引いた過去があり、今でもハナエのことを恨みに思っている。
異様なほどの不器用さ（特に包装がドヘタ。但し料理は上手）と胸の小ささを気にする。
最終話でススムと結婚する（その時のドレスは猫柳田の手製）。
サワグ
ミチルの弟。18歳。
『空想科学大戦!』3巻のヒーロー、ネッケツ・モユルの父。未来では天才科学者と呼ばれていたが、昭和30年代の彼は四字熟語が苦手でそれほど成績も良くないながらも、猫柳田から様々な科学講釈の影響で同じ東京科学大学への入学を目指して努力を続ける苦労人。
作中で1回目は周囲のありがた迷惑なフォローが原因で受験に失敗し、2回目は猫柳田の激励が裏目に出て受験会場への道を封鎖され、なんとか受験したが失敗。しかし、その時に腕力のみで会場に辿りついた能力を買われ、運動部特待生で東京科学大学に見事入学する。
母（モエ）
しっかり者。いつも猫柳田にふすまをホワイトボード代わりに使われていることに悩んでいる。キレるとかなり怖い。
その容姿からは想像出来ないが、昔ながらの肝っ玉母さんで良妻賢母でもある。
父
存在感が薄い。おまけにカナヅチ。でも人がよく情け深い。酒が好き。
ラーメン屋になりたいという夢があり、家族に内緒で会社を辞め屋台を始めたことがあった。父のラーメンは長年の研究の成果でかなり美味しいものの、ちょうど同じ頃にチキンラーメンが普及し出した影響からか商売はうまく行かず、一家の危機と言うことで見て見ぬ振りも出来ずに猫柳田とミチルが手助けをした。その際、偶然勤めていた会社の社長がそのラーメンを食したことから、インスタントラーメンの開発担当として復職。
祖父（カレル）
結構わがまま。トラブルの原因となることもしばしば。何かと年寄りを武器に無理難題を言う。
女好きでスケベ（孫のミチルの入浴を覗き見した事も有り）、酒飲みで見栄っ張り。車酔いも酷い。
どこか愛嬌があり憎めない性格で、よい意味で「愛すべきクソジジイ」である。

### 東京科学大学
マナビ・キワム教授
猫柳田が尊敬する、東京科学大学の教授。
イチモンジ・ケナゲ
工学部機械工学科1回生。マナビ教授を尊敬している。
真面目正一
最先端科学部主将。ミチルに恋心を抱き、猫柳田を目の敵にしている。

### その他の主要人物
真中ススム
ミチルの婚約者。東京官僚大学を首席で卒業し、外交官を務めている。